# 博林 (阿拉巴馬州)
博林（英語：Bolling）是一個位於美國阿拉巴馬州巴特勒縣的非建制地區。該地的面積和人口皆未知。

## 地理
博林的座標為31°43′32″N 86°42′21″E / 31.725556°N 86.705833°E，而該地最高點為海拔高度100米（即328英尺）。